# فرهنگ لغت ماشین‌خوانا
فرهنگ لغت ماشین خوان یا فرهنگ لغت با قابلیت خوانده شدن توسط ماشین (به انگلیسی: Machine-readable dictionary) یک فرهنگ لغت است که در آن اطلاعات به جای اینکه بر روی کاغذ چاپ شده باشد، در ماشین (کامپیوتر) ذخیره شده‌است. این یک فرهنگ لغت الکترونیکی و پایگاه داده‌های واژگانی است.
فرهنگ لغت با قابلیت خوانده شدن توسط ماشین یک فرهنگ لغت الکترونیکی است که می‌تواند در یک پایگاه داده بارگذاری شود و می‌توان آن را از طریق نرم‌افزار جستجو کرد. این ممکن است یک فرهنگ لغت توضیحی تک زبانه یا یک فرهنگ لغت چند زبانه برای پشتیبانی از ترجمه بین دو یا چند زبان یا ترکیبی از هر دو، باشد. نرم‌افزار ترجمه بین زبان‌های متعدد معمولاً از دیکشنری‌های دو طرفه استفاده می‌کند. MRD ممکن است یک فرهنگ لغت با ساختار اختصاصی باشد که برای جستجو در نرم‌افزار اختصاصی ای (برای مثال آنلاین از طریق اینترنت) استفاده می‌شود یا می‌توان آن را یک فرهنگ لغت که دارای یک ساختار باز برای بارگیری در پایگاه داده‌های کامپیوتر است، دانست و در نتیجه از طریق نرم‌افزارهای مختلف در دسترس است و می‌تواند در برنامه‌های کاربردی مورد استفاده قرار گیرد.
لغت نامه‌های معمولی، حاوی اصل موضوع همراه با توصیف‌های مختلف است. فرهنگ لغت با قابلیت خوانده شدن توسط ماشین ممکن است قابلیت‌های اضافی داشته باشد و بنابراین گاهی اوقات یک فرهنگ لغت هوشمند نامیده می‌شود. یک مثال از یک فرهنگ لغت هوشمند، فرهنگ لغت انگلیسی Gellish است.
واژه فرهنگ لغت، برای اشاره به لغات الکترونیکی یا واژگان که در غلط‌یاب‌ها استفاده می‌شوند نیز به کار می‌رود. اگر فرهنگ‌های لغت، دارای یک سلسله مراتب از مفاهیم (یا شرایط) باشند آنگاه آن‌ها را طبقه‌بندی شده می‌نامند. اگر آن نیز شامل روابط بین مفاهیم با شد، سپس آن را یک آرایه‌شناسی می‌نامند. موتورهای جستجو ممکن است از هر یک از لغات، طبقه‌بندی یا هستی‌شناسی، برای بهینه‌سازی نتایج جستجو استفاده کنند. لغت نامه‌های الکترونیکی تخصصی واژه‌نامه‌هاهای مورفولوژیک یا لغت نامه‌های نحوی‌اند.

## تاریخچه
اولین MRDهایی که به‌طور گسترده توزیع شده‌است، هفتمین فرهنگ لغت دانشگاهی مریام - وبستر (W7) و فرهنگ لغت جیبی مریام - وبستر (MPD) بود. هر دو پروژه دولتی بودند که در شرکت توسعه سیستم تحت هدایت جان اولنی تولید شدند. آن‌ها به صورت دستی کلید شدند که در هیچ نوار حروفچینی در دسترس کتاب‌ها، موجود نبود. نوشته اصلی در چند قرقره نوار مغناطیسی به عنوان تصاویر کارت توزیع شد که هر کلمه جداگانه، یک کارت پانچ جداگانه با کدهای ویژه دارد که اطلاعات مربوط به آن در فرهنگ لغت چاپ شده‌است. اولنی طرحی بزرگ برای تجزیه و تحلیل تعاریف در فرهنگ لغت داد، اما فرصت او در پروژه قبل از تجزیه و تحلیل، به اتمام رسید. رابرت آمسلر در دانشگاه تگزاس در آستین تجزیه و تحلیل و شرح طبقه‌بندی دیکشنری جیبی را تحت حمایت بنیاد ملی علوم، از سر گرفت، اما فرصت او نیز قبل از توزیع طبقه‌بندی شده داده‌ها، به اتمام رسید. روی برد و همکارانش، در آی‌بی‌ام، تجزیه و تحلیل فرهنگ لغت دانشگاهی هفتم وبستر را که ادامه کار آمسلر بود را انجام دادند. در نهایت، در دهه ۱۹۸۰ با شروع حمایت اولیه توسط Bellcore و بعد از آن، توسط سازمان‌های فدرال ایالات متحده مختلف، از جمله DARPA ,NSF ,ARDA ,DTO و REFLEX، جورج میلر و کریستین فلبائوم در دانشگاه پرینستون، آن را کامل کردند و آن یک توزیع وسیعی از یک فرهنگ لغت بود و پروژه طبقه‌بندی وردنت نام داشت که امروزه به عنوان گسترده‌ترین توزیع منابع واژه‌شناسی محاسباتی، شناخته می‌شود.